# Pritchardia hardyi
Pritchardia hardyi är en enhjärtbladig växtart som beskrevs av Joseph Rock. Pritchardia hardyi ingår i släktet Pritchardia och familjen Arecaceae. Inga underarter finns listade i Catalogue of Life.

## Bildgalleri

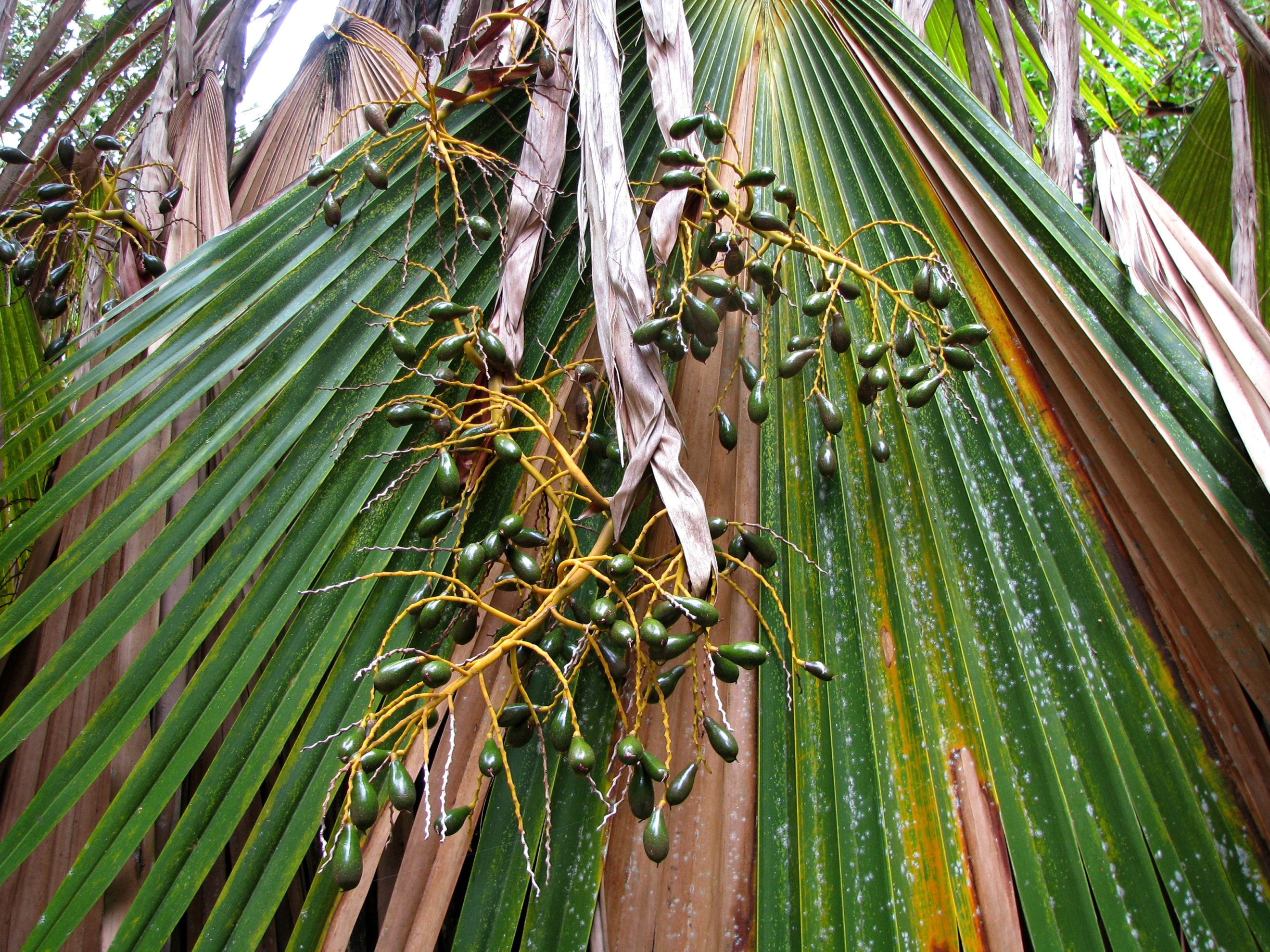
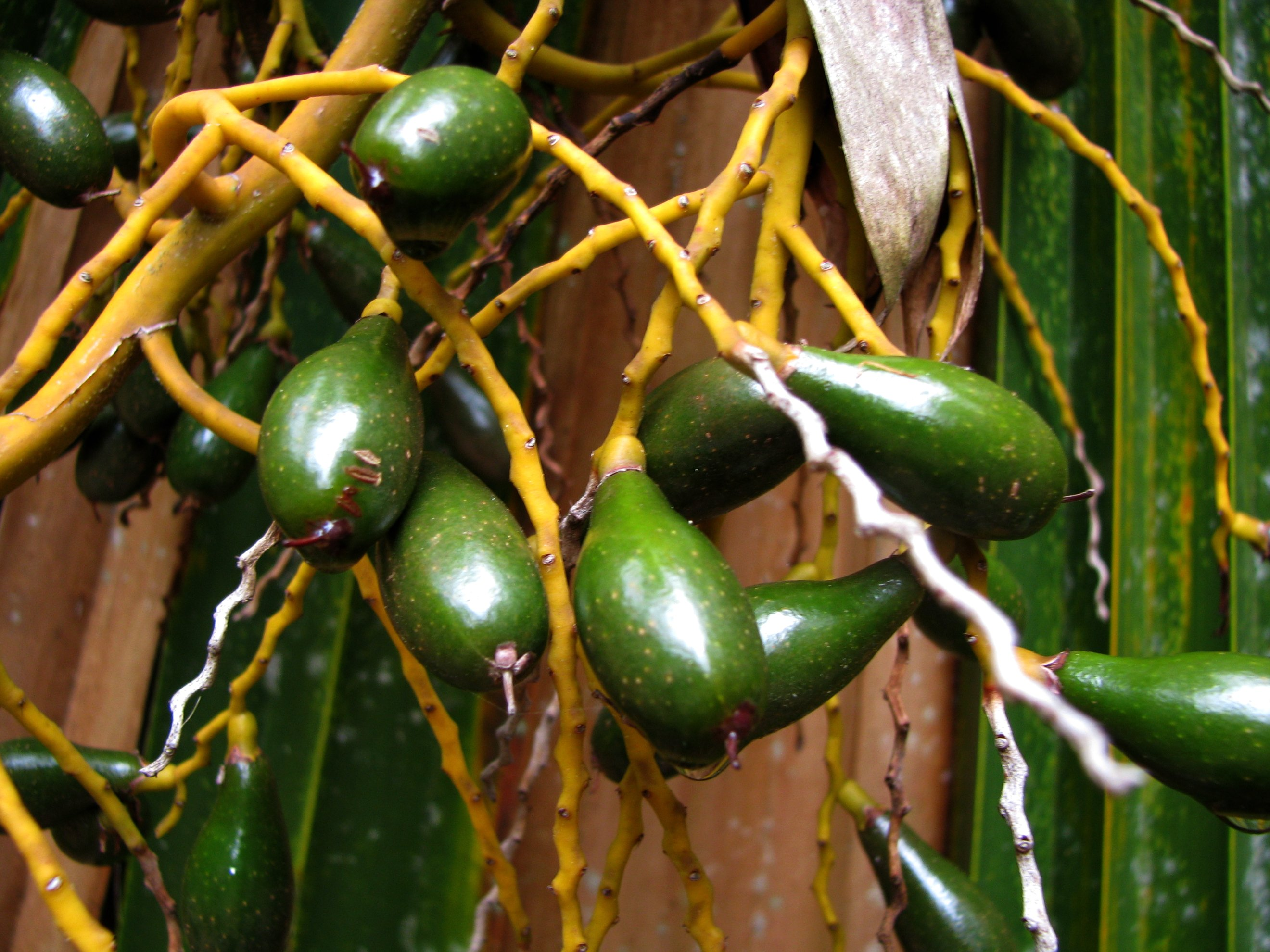
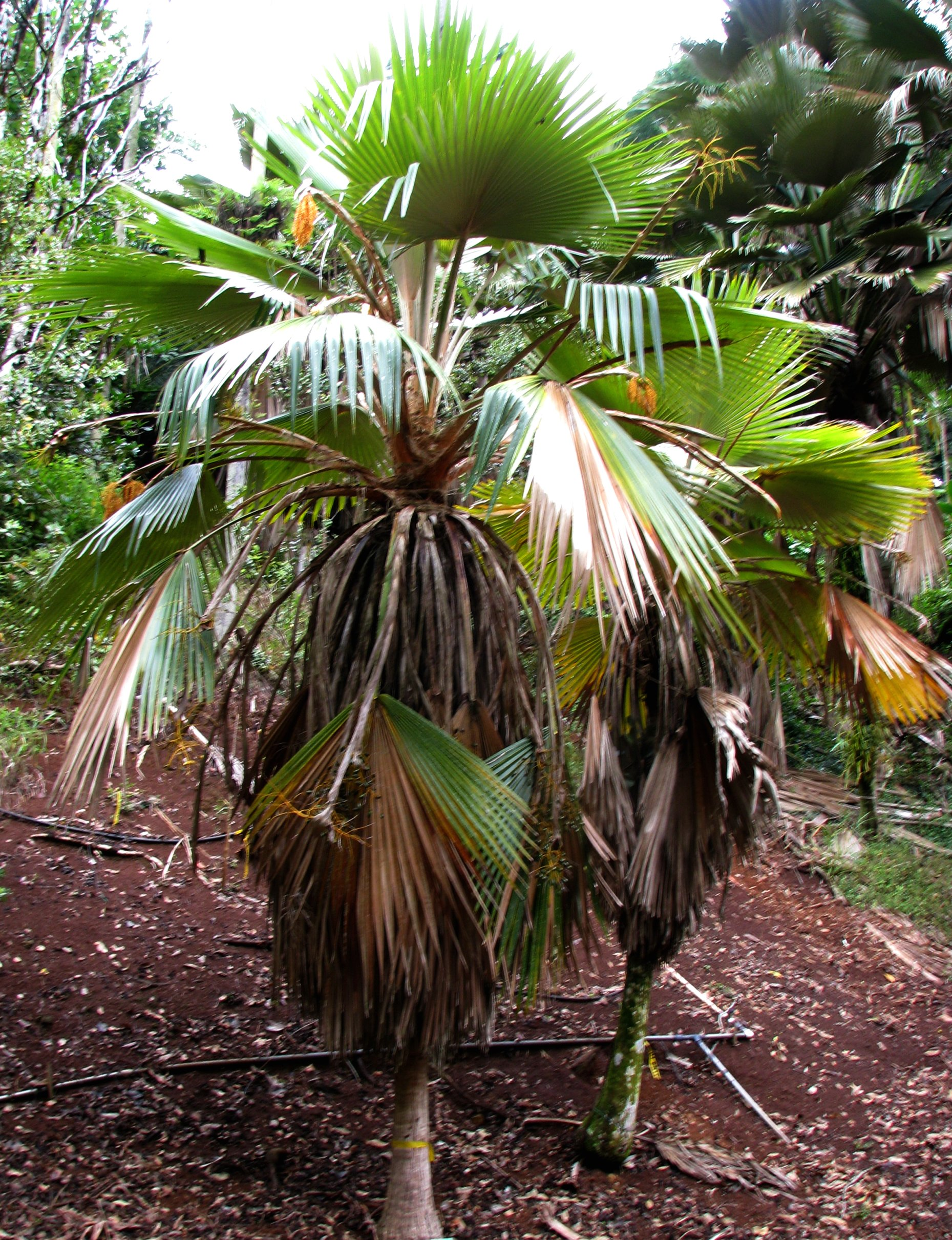